# Chinesischer Korb
Ein Chinesischer Korb ist, wie das Automatische Schreiben, das Storyboard, der Fünf-Sinne-Check, die Fantasiereise oder die Technik der „Suchaufträge“ ein Konzept der (subjektorientierten) Museumspädagogik. 
Entwickelt wurde das Konzept ursprünglich von der österreichischen Kulturpädagogin Heiderose Hildebrand und zuerst im Museum Moderner Kunst in Wien eingesetzt. Im Rahmen ihrer Arbeit als Leiterin des Pädagogischen Dienstes der österreichischen Bundesmuseen (seit 1985) wurde es zusammen mit anderen von ihr angeregten Vermittlungsmethoden in diversen Projekten und Museen, auch außerhalb Österreichs, verbreitet und gehört heute zu den Standardtechniken der assoziativen Rezeptionsverfahren im Bereich der Museumspädagogik. 
Der Chinesische Korb besteht aus einer Sammlung von etwa fünfzehn bis zwanzig Gegenständen, die als assoziative Brücke zwischen den Alltagsgedanken der Museumsbesucher und den Kunstwerken benutzt werden. Sie werden meist in einem Korb, einer Schachtel o. ä. zusammengestellt. Die Besucher sollen jeweils einen Gegenstand aus dem „Korb“ wählen und ihn dann in Beziehung zu einem betrachteten Kunstwerk setzen. Die Gegenstände im Chinesischen Korb können beiläufig gesammelte alltägliche Gegenstände, aber auch ungewöhnliche oder gar auf ein Thema oder das Kunstwerk abgestimmte Dinge, etwa Musikinstrumente, Kleidungsstücke, Malutensilien, Pflanzen oder aus unterschiedlichen Kontexten gemischt sein. Der Chinesische Korb soll einen spielerischen Zugang zur Kunst ermöglichen und die eigene Kreativität aktivieren. Die Kunstgegenstände sollen damit nicht erklärt, sondern sinnlich erfahren und so ein individueller Zugang des Besuchers zum Kunstwerk ermöglicht werden.